# Псиакс
Псиакс — древнегреческий вазописец из Аттики, творчество которого пришлось на переходный период от чернофигурного к краснофигурному стилю вазописи — с 525 г. до н. э. до 505 г. до н. э. Из творческого наследия Псиакса сохранилось около 60 ваз, на двух из них имеются подписи вазописца.
Псиакс работал с гончарами Гилином, Меноном, Андокидом и Никостеном. Он начинал работать в чернофигурном стиле, однако впоследствии сыграл огромную роль в развитии нового краснофигурного стиля, который зародился в мастерской Андокида. По стилю к Псиаксу близок работавший там же вазописец Антимена. Некоторые источники даже считают их братьями. Псиакс известен своими работами в технике билингвы.
Подпись Псиакса известна по двум краснофигурным алабастронам, один из которых хранится в Карлсруэ, а второй — в Одессе. Оба сосуда также украшает подпись гончара Гилина. На трёх расписанных Псиаксом сосудах имеется подпись гончара Андокида. Вазописец Эпиктет имитировал стиль Псиакса, а вазописцы-пионеры Ефроний и Финтий были его учениками.
Псиакс занимался прежде всего росписью сосудов небольшого размера, что соотносится с его изящным художественным стилем. Среди более крупных сосудов, расписанных Псиаксом, были амфоры, гидрии и кубковые кратеры. В краснофигурном стиле вазописец экспериментировал с возможностями передачи перспективы, однако был более увлечен изяществом и декоративностью, присущими позднему периоду архаики. Псиакс не ограничивался двумя основными стилями, он писал также чёрные фигуры на белом или кораллово-красном фоне.